# Ivar Sigmundsson
Ivar Sigmundsson (* 5. Mai 1942 in Akureyri) ist ein ehemaliger isländischer Skirennläufer.

## Karriere
Ivar Sigmundsson belegte bei den Olympischen Winterspielen 1968 im Riesenslalomrennen den 68. Platz. Im Slalomrennen schied er vorzeitig aus.